# Cherry Red Records
Cherry Red Records — британский независимый звукозаписывающий лейбл, основанный Иэном Макнеем и Ричардом Джонсом и выпускавший, в числе прочих, пластинки Dead Kennedys, Everything but the Girl, The Monochrome Set, The Nightingales и The Runaways.

## История
Первоначально Cherry Red была создана в 1971 году как промокомпания, призванная заниматься организацией концертов в Malvern Winter Gardens. Своё название она получила в честь песни «Cherry Red» группы The Groundhogs.
В разгар инди-бума, последовавшего за первой волной панк-рока, Макней и Джонс выпустили под старой вывеской первый сингл «Bad Hearts» местной панк-группы The Tights: он вышел в июне 1978 года. Первым исполнителем, с которым Cherry Red подписали контракт, был Морган Фишер, выступавший под разными псевдонимами. Затем по лицензиям здесь стал выходить материал The Hollywood Brats, Destroy All Monsters и The Runaways. Последние некоторое время оставались самым коммерчески основательным приобретением лейбла, до тех пор, пока Макней не вложил свои $10,000 в запись дебютного альбома тогда ещё малоизвестной калифорнийской панк-группы Dead Kennedys, Fresh Fruit For Rotting Vegetables (1979). Альбом и синглы из него имели успех во многих странах мира: обеспеченный релизами этой группы приток денег позволил лейблу выйти на новый уровень развития.
Майк Олвей, новый руководитель отдела артистов и репертуара (A&R), занимавшийся промоушном концертного зала Snoopy’s в Ричмонде, подписал к лейблу The Monochrome Set, Eyeless In Gaza, Felt, Five Or Six, Everything But The Girl — группы, тут же занявшие заметные места в британской инди-иерархии. МакНей не раз говорил, что Cherry Red — это лейбл, который даёт возможность записываться музыкантам, которые по тем или иным причинам не подходят другим независимым лейблам, нередко ограничивающим свой выбор жёсткими стилистическими рамками.
Cherry Red Records оказались в центре внимания британской музыкальной общественности после выхода сборника Pillows & Prayers, подготовленного Олвеем. Он был выпущен накануне Рождества 1982 года, стоил 99 пенсов, возглавил UK Indie Chart и оставался на вершине несколько недель. После того, как Олвей ушёл в Blanco Y Negro Records (лейбл, работавший под крылом Warner Brothers, где также работал Джефф Трэвис, позже создавший Rough Trade) Cherry Red потеряли часть своих ведущих исполнителей, включая The Monochrome Set и Everything But The Girl.
Cherry Red продолжали подписывать новые контракты, но в конце 80-х годов постепенно отошли в ту область музыкального рынка, которая специализируется на перевыпусках. Компания имеет несколько дочерних, чисто жанровых, филиалов, а также сотрудничает с рядом лейблов, которые, используя логотип и финансовую поддержку Cherry Red, действуют автономно. В их числе — основанный Джо Фостером Rev-Ola Records (психоделия 60-х годов и классические поп-релизы), RPM Records Марка Стрэтфорда (поп-классика конца 60-х — начала 70-х годов), Esoteric Recordings Марк Пауэлла (прогрессив-рок и фолк). Марк Бреннан (параллельно — руководитель Captain Oi! Records) возглавляет компанию 7T’s Records, занимающуюся перевыпусками альбомов glam/glitter-рока. Именно Бреннан изначально помог Cherry Red образовать один из своих первых филиалов, Anagram Records (панк, психобилли, гот), который функционирует по сей день.
В числе новых альбомов, выпущенных в последнее время Cherry Red, — сольный альбом Джима Боба из Carter USM «It’s A Humpty Dumpty Thing» (2007).

## Исполнители Cherry Red
| - Attila the Stockbroker - Ben Watt - Creation Rebel - Dead Kennedys - Destroy All Monsters - Everything but the Girl - Eyeless in Gaza - Felt - Five or Six - Grab Grab the Haddock - Hawkwind - The Hollywood Brats - Jane - Kevin Coyne - Marc Almond - Marine Girls - Medium Medium - The Misunderstood - Momus - The Monochrome Set - Morgan Fisher - The Nightingales - The Passage - Red Box - The Runaways - Thomas Leer - Tracey Thorn - Zero Le Creche | - Adorable - The Band of Holy Joy - Chapterhouse - Cranes - Cud - The Dancing Did - Frazier Chorus - The Freshies - Hazel O'Connor - Into A Circle - June Brides - Laibach - Martha and the Muffins - Marc Bolan - Martin Newell - Marilyn - The Mobiles - Paul Haig - Pete Wingfield - R. Stevie Moore - Red Lorry Yellow Lorry - Sex Gang Children - Spizz Energi - Television Personalities - Toyah - Weekend - The Woodentops - Yeah Yeah Noh |  |